# Carsten Träger

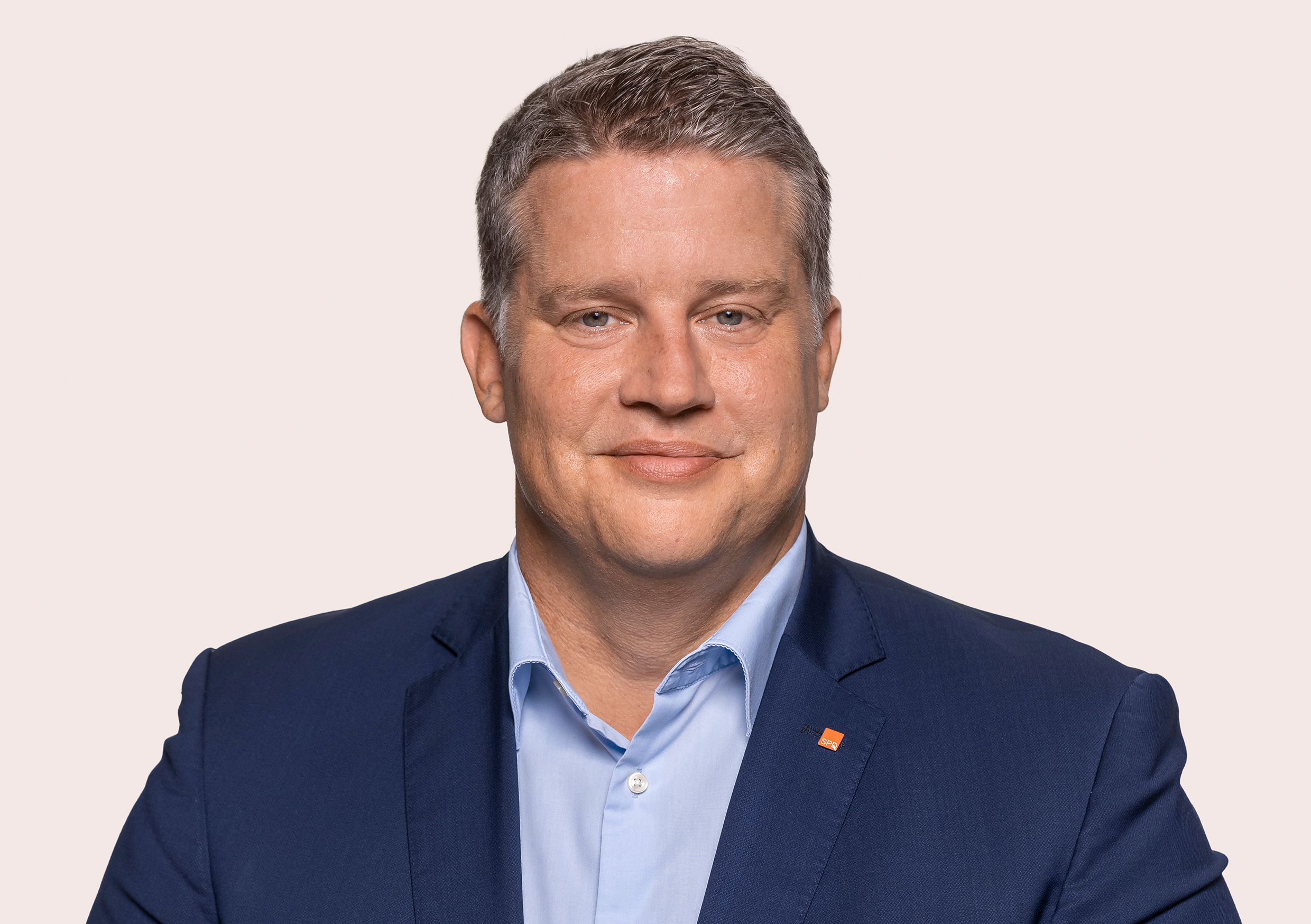
Carsten Träger (2021)

Carsten Dietmar Träger  (* 25. Oktober 1973 in Fürth) ist ein deutscher Politiker (SPD) und Kommunikationswirt. Er ist seit 2013 Mitglied des Deutschen Bundestages und seit 2025 Parlamentarischer Staatssekretär beim Bundesminister für Umwelt, Naturschutz, nukleare Sicherheit und Verbraucherschutz.

## Leben
Carsten Träger ist der Sohn des ehemaligen Fürther Bürgermeisters Hartmut Träger. Seine Schulausbildung schloss er im Jahr 1993 mit dem Abitur am Hardenberg-Gymnasium Fürth ab. Seinen Wehrdienst leistete er anschließend 1993/94 in Ellwangen und Amberg.
Träger studierte in den Jahren 1994 bis 2001 Politikwissenschaften, Geschichte und Medienwissenschaft an der Friedrich-Alexander-Universität Erlangen-Nürnberg. Sein Studium schloss er 2001 als Magister artium (M.A.) ab. 2001/02 war er wissenschaftlicher Mitarbeiter des damaligen bayerischen Landtagsabgeordneten und späteren Fürther Oberbürgermeisters Thomas Jung. Nach einem Volontariat zum PR-Berater in der Agentur König Kommunikation GmbH in Nürnberg machte er sich im Jahr 2002 in Fürth über das Förderprogramm der Ich-AG mit seiner eigenen Werbeagentur Träger Public Relations als Werbeberater selbstständig. Die Agentur führte er bis 2010.
In den Jahren 2006 und 2007 absolvierte er eine berufsbegleitende Weiterbildung an der Bayerischen Akademie für Werbung und Marketing in Nürnberg, die er als Kommunikationswirt (BAW) beendete.
Von 2010 bis zu seiner Wahl in den Deutschen Bundestag im Jahr 2013 war Träger hauptberuflich als Koordinator in der Werbeabteilung der Sparkasse Fürth tätig.
Träger ist seit dem Jahr 2007 verheiratet und Vater von zwei Töchtern (* 2007 und * 2011). Er wohnt im Fürther Stadtteil Oberfürberg.

## Politik
Träger wurde durch sein sozialdemokratisches Elternhaus geprägt. Im Jahr 1995, im Alter von 22 Jahren, trat Träger in die SPD ein. Ab 2002 war er Mitglied des Fürther Stadtrates; er wurde 2008 wiedergewählt und war ab 2008 Stellvertretender Fraktionsvorsitzender der SPD im Fürther Stadtrat.
Als ehrenamtlicher Stadtrat war er Pfleger für die Städtischen Kindertagesstätten. Er war Mitglied in den folgenden Ausschüssen: Grundstücks- und Wirtschaftsausschuss, Finanzausschuss, Umweltausschuss und Rechnungsprüfungsausschuss (Vorsitzender). Träger ist seit 2008 außerdem Vorsitzender des SPD-Unterbezirks Fürth. Zusätzlich ist Träger Mitglied in folgenden Organisationen: Arbeiterwohlfahrt, Sozialverband VdK Deutschland, Naturschutzbund Deutschland und der Europa-Union Deutschland.
Im Juli 2014 wählte der Bezirksparteitag der mittelfränkischen SPD in Treuchtlingen Träger mit 41 von 79 abgegebenen Stimmen zum neuen Bezirksvorsitzenden. Träger setzte sich gegen die Gegenkandidatin Stefanie Schäfer aus Nürnberg durch und beerbte Christa Naaß in dieser Funktion nach 16 Jahren. Auf den Bezirksparteitagen 2016, 2018, 2020 und 2022 wurde Träger ohne Gegenkandidaten im Amt bestätigt.

## Abgeordneter
Im Juli 2012 wurde Träger als Direktkandidat der SPD für den Bundestagswahlkreis Fürth nominiert. Am 22. September 2013 trat er erfolgreich auf dem 11. Listenplatz der SPD für den 18. Deutschen Bundestag an und wurde über die Landesliste in den Bundestag gewählt. Er wurde damit Nachfolger der SPD-Bundestagsabgeordneten Marlene Rupprecht, die aus Altersgründen nicht mehr kandidiert hatte.
Im 18. Deutschen Bundestag war Träger Mitglied im Sportausschuss. Träger gehörte zu den Befürwortern der Agenda 2010.
Eine erneute Wahl in den 19. Deutschen Bundestag gelang Träger bei der Bundestagswahl 2017 am 24. September 2017 nicht. Durch das schlechte Abschneiden der SPD in Bayern und den 19. Listenplatz auf der Landesliste der SPD reichte das Ergebnis zur Wiederwahl nicht für ein Mandat im Bundestag. Nach dem Tod von SPD-MdB Ewald Schurer kam er am 6. Dezember 2017 als Nachrücker wieder in den Bundestag. Er war Obmann des Ausschusses für Umwelt, Naturschutz und nukleare Sicherheit. Zudem war er ordentliches Mitglied im Ausschuss für Ernährung und Landwirtschaft. Am 30. Januar 2018 wurde Carsten Träger zum umweltpolitischen Sprecher der SPD-Bundestagsfraktion gewählt. Von 2019 bis 2022 war Carsten Träger Mitglied der Deutsch-Französischen Parlamentarischen Versammlung.
Bei der Bundestagswahl 2021 wurde Träger über die Landesliste erneut in den Bundestag gewählt. Am 16. Dezember 2021 wurde er auch für die Legislaturperiode des 20. Deutschen Bundestags zum umweltpolitischen Sprecher der SPD-Bundestagsfraktion gewählt und ist damit Obmann der SPD im Ausschuss für Umwelt, Naturschutz, nukleare Sicherheit und Verbraucherschutz. Außerdem ist er stellvertretendes Mitglied in den Ausschüssen für Ernährung und Landwirtschaft sowie für Klimaschutz und Energie. Am 13. Januar 2022 wurde er zudem in den erweiterten Vorstand der Fraktion gewählt. Seit dem 26. September 2023 ist er Co-Vorsitzender der Landesgruppe Bayern in der SPD-Bundestagsfraktion.
Zur Bundestagswahl 2025 trat Träger im Bundestagswahlkreis Fürth sowie auf Listenplatz 1 der Landesliste und damit als Spitzenkandidat der BayernSPD an. Er erreichte 17,9 Prozent der Erststimmen, unterlag aber Tobias Winkler (CSU). Er wurde jedoch über die Landesliste der SPD Bayern in den 21. Deutschen Bundestag gewählt.
Im Rahmen der Bildung des Kabinetts Merz wurde er am 6. Mai 2025 zum Parlamentarischen Staatssekretär beim Bundesminister für Umwelt, Klimaschutz, Naturschutz und nukleare Sicherheit, Carsten Schneider (SPD), ernannt.

## Mitgliedschaften
Träger ist seit 2018 Mitglied im Kuratorium der Deutschen Bundesstiftung Umwelt (DBU) und seit 2022 im Kuratorium Deutsche Stiftung Verbraucherschutz. 2022 und 2023 war er Mitglied im Kuratorium des Fonds zur Finanzierung der kerntechnischen Entsorgung (KENFO).